# Mohamed Kouradji
Mohamed Kouradji, né le 14 mars 1952 à Constantine et mort le 9 juillet 2020 dans la même ville, est un arbitre de football algérien.

## Biographie
Natif de Constantine, Mohamed Kouradji débute l'arbitrage dans les années 1980. Il arbitre plusieurs matchs internationaux dont des matchs de qualification pour la Coupe d'Afrique des nations 1996, pour la Coupe du monde 1994 et pour la Coupe du monde 1998, ainsi qu'un match de groupe de la CAN 1996 en Afrique du Sud entre l'Angola et le Cameroun.
Il arbitre aussi la finale de la Coupe d'Algérie de football 1995-1996 entre le MC Oran et l'USM Blida.
Il met un terme à sa carrière d'arbitre en 1998, après plus de vingt années d'arbitrage. Il est ensuite cadre-syndicaliste dans la société Simco, formateur-évaluateur à la Commission fédérale d'arbitrage et directeur de la cellule de désignation de la Ligue inter-régions de football.
Il meurt le 9 juillet 2020 dans sa ville natale des suites du Covid-19.